# Vinogel
 (novembre 2007).
Si vous disposez d'ouvrages ou d'articles de référence ou si vous connaissez des sites web de qualité traitant du thème abordé ici, merci de compléter l'article en donnant les références utiles à sa vérifiabilité et en les liant à la section « Notes et références ».
Le Vinogel est un ersatz de vin, déshydraté jusqu'à atteindre un demi à un tiers de son volume, et gélifié de façon à conserver le titrage d'alcool. Distribué au Corps expéditionnaire français en Extrême-Orient durant la guerre d'Indochine dans les rations alimentaires de l'armée française, il a été utilisé une dizaine d'années plus tard lors de la guerre d'Algérie. 
Produit à Montpellier, il était notamment distribué dans des boîtes de conserve, offrant ainsi un poids réduit en comparaison aux bouteilles de vin. Il se présentait sous forme d'une marmelade violette. Additionnée d’un même volume d’eau, celle-ci donnait un ersatz de vin rouge titrant environ 11°.  Des dizaines de milliers  de litres de Vinogel ont été parachutés sur Ðiện Biên Phủ entre mars et mai 1954.

## Source
- Charles Turquin, « Épilogue », Guerres et Histoire, no 7,‎ juin 2012.